# محوطه کوشک بی ستون
محوطه کوشک بی ستون در شهرستان کهگیلویه، بخش چاروسا، روستای بی ستون واقع شده و این اثر در تاریخ ۲۴ فروردین ۱۳۸۲ با شمارهٔ ثبت ۸۲۹۷ به‌عنوان یکی از آثار ملی ایران به ثبت رسیده‌است.